# Industria elettronica

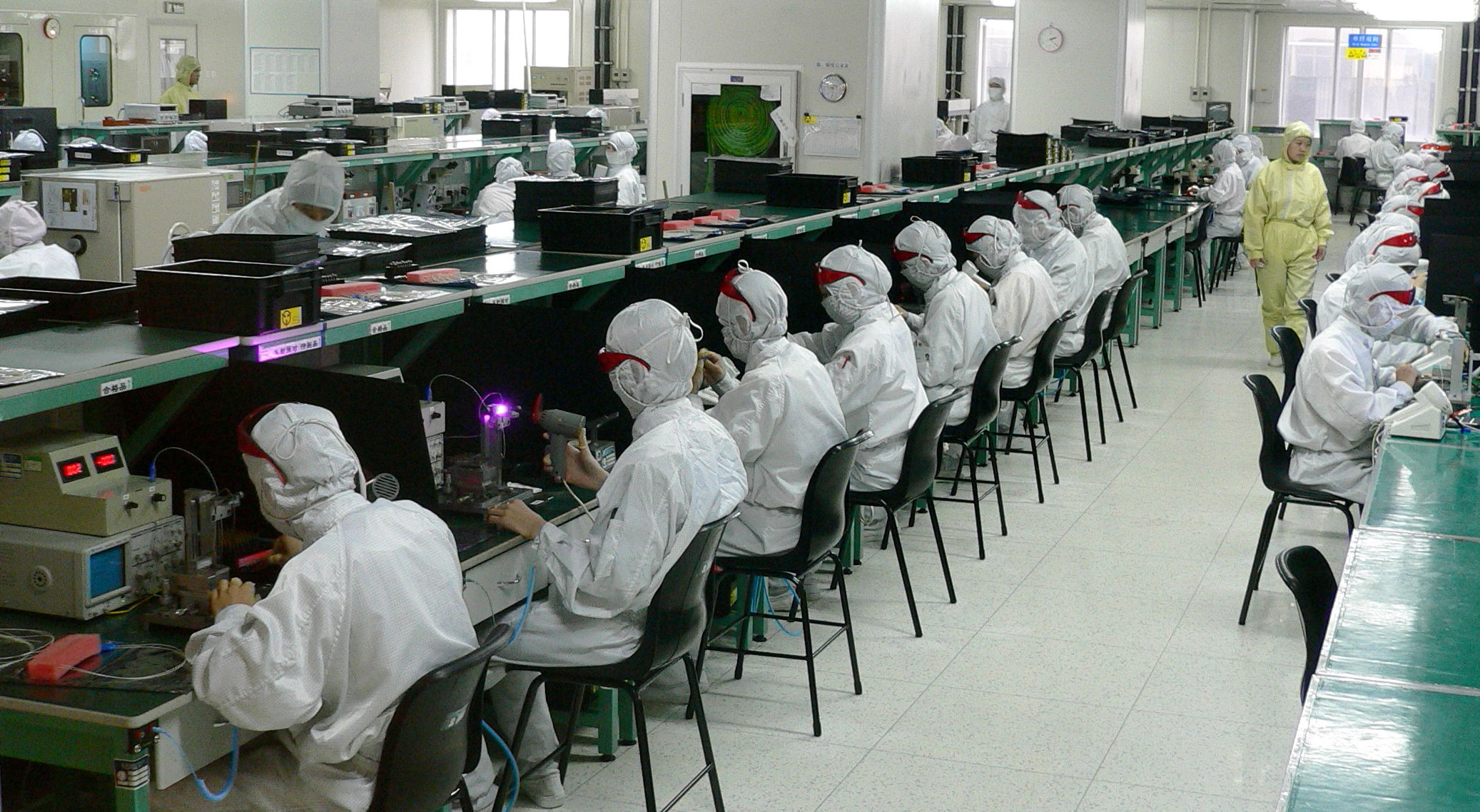
Lavoratori in una fabbrica di elettronica a Shenzhen, Cina

L'industria elettronica è un ramo dell'industria manifatturiera che produce componenti e prodotti elettronici per altri settori industriali e commerciali e per il consumo domestico. È emersa nel XX secolo e rappresenta una delle maggiori industrie nel mondo. La società contemporanea usa svariati dispositivi elettronici costruiti in modo manuale, semi-automatico o automatico. I prodotti sono principalmente basati su dispositivi a semiconduttore come il transistor tipo MOS (Metal Oxide Semiconductor) e circuiti integrati, montati su circuiti stampati.
L'industria elettronica si suddivide in diversi settori, il principale di questi è quello dei dispositivi a semiconduttore. Il settore più in espansione è quello dell'e-commerce. Il componente elettronico più prodotto al mondo è il transistor MOSFET, inventato nel 1959. La dimensione dell'industria e l'utilizzo di materiali a volte tossici crea il problema dei rifiuti di apparecchiature elettriche ed elettroniche.

## Storia
L'industria dell'energia elettrica ha inizio nel XIX secolo, con lo sviluppo dell'industria metalmeccanica e di elettrodomestici come grammofoni elettrici, radio e televisori. Il dispositivo attivo antesignano del transistor fu la valvola termoionica usata agli albori dell'elettronica, prima di essere sostituita dall'utilizzo di materiali a semiconduttore nei dispositivi a semiconduttore.
Il primo transistor, il point-contact transistor, fu inventato da John Bardeen e Walter Houser Brattain presso i Bell Laboratories nel 1947, che in quel periodo ricercavano nell'elettronica a stato solido. Questo contribuì allo sviluppo dell'elettronica di consumo nella società degli anni cinquanta; un esempio la Tokyo Tsushin Kogyo (Sony) con l'introduzione di radio a transistor e televisori.
Il dispositivo elettronico maggiormente fabbricato è il transistor MOSFET, inventato da Mohamed M. Atalla e Dawon Kahng presso i Bell Laboratories nel 1959. Questo versatile dispositivo, discreto o miniaturizzato, permise lo sviluppo del settore negli anni sessanta. Il MOSFET, che rappresenta il 99,9% di tutti i transistor prodotti, è il dispositivo più utilizzato nella storia dell'industria elettronica, con una stima di 13 sestilioni (1,3 × 1022) MOSFET prodotti dal 1960 al 2018.
Attraverso l'ingegneria elettronica vengono sviluppati componenti elettronici e dispositivi completi con specifiche funzioni nei più disparati settori tra i quali spicca la produzione di computer. I componenti elettronici possono essere attivi e passivi, dalla resistenza al microprocessore.

## Elettronica di consumo
L'elettronica di consumo rappresenta prodotti di uso quotidiano nell'ambito dell'intrattenimento e della comunicazione. La radiodiffusione cominciò nei primi decenni del XX secolo diede il via al settore, con apparecchi funzionanti a valvole termoioniche. In tempi successivi furono introdotti il telefono, il personal computer e il telefono cellulare così come il televisore, impianti ad alta fedeltà e poi fotocamere e videocamere digitali, console per videogiochi e via di seguito. Il passaggio dall'elettronica analogica all'elettronica digitale ha permesso il miglioramento e la diffusione della tecnologia dell'informazione.
La CEA (Consumer Electronics Association) calcola nei soli Stati Uniti d'America vendite nel 2008 per oltre 170 miliardi di US$. Le vendite globali nel 2020 sono attese per 2900 miliardi di US$.

## Effetti sull'ambiente
I rifiuti elettrici o elettronici contengono diversi elementi chimici, in numero fino a 60 diversi, spesso a elevata tossicità, alcuni dei quali riciclabili.
Gli Stati Uniti e la Cina sono i maggiori paesi nel creare rifiuti di tal genere con 3 milioni di tonnellate ogni anno. La UNEP stima che il rifiuto elettrico elettronico possa quintuplicare nel prossimo decennio in paesi in via di sviluppo come l'India.
In Europa sono state emanate direttive il controllo e la protezione ambientale con la Normativa comunitaria RoHS e la Normativa comunitaria WEEE da parte della Commissione europea nel 2002.

## Settori maggiori dell'industria elettronica
| Settore                               | Fatturato           | Anno | Ref    |
| ------------------------------------- | ------------------- | ---- | ------ |
| B2B e-commerce (business-to-business) | $25 516 000 000 000 | 2017 | [ 3 ]  |
| Alta tecnologia                       | $4 800 000 000 000  | 2018 | [ 13 ] |
| Tecnologia mobile                     | $3 900 000 000 000  | 2018 | [ 14 ] |
| B2C e-commerce (business-to-consumer) | $3 851 000 000 000  | 2017 | [ 3 ]  |
| Elettronica di consumo                | $1 712 900 000 000  | 2016 | [ 10 ] |
| Dispositivi a semiconduttore          | $481 000 000 000    | 2018 | [ 2 ]  |
| Televisione                           | $407 700 000 000    | 2017 | [ 15 ] |
| Elettronica di potenza                | $218 000 000 000    | 2011 | [ 16 ] |
| TFT LCD                               | $141 000 000 000    | 2017 | [ 17 ] |
| Video game                            | $137 900 000 000    | 2018 | [ 18 ] |
| Home video                            | $55 700 000 000     | 2018 | [ 19 ] |
| Streaming                             | $11 200 000 000     | 2018 |        |

## Dispositivi elettronici più venduti al mondo
| Dispositivo elettronico                          | Vendite (stima in miliardi di unità) | Anni di produzione                    | Ref           | Tipo           |
| ------------------------------------------------ | ------------------------------------ | ------------------------------------- | ------------- | -------------- |
| MOSFET (MOS field-effect transistor)             | 13,000,000,000,000                   | 1964–2018                             | [ 20 ]        | Semiconduttore |
| Floating Gate MOSFET (flash memory)              | 2,321,000,000,000                    | 1992–1997, 2000–2018                  | [ N 1 ]       | Semiconduttore |
| Capacità MOS (DRAM)                              | 228,000,000,000                      | 1965–2007, 2009–2013, 2018            | [ N 2 ]       | Semiconduttore |
| Componente discreto/Dispositivo a semiconduttore | 5,041                                | 1954–1957, 1966–1971, 2002–2018       | [ N 3 ]       | Semiconduttore |
| Integrated circuit (IC) chip                     | 4,044                                | 1960–1997, 2000, 2002–2013, 2015–2018 | [ N 3 ]       | Semiconduttore |
| Optoelettronica dispositivi                      | 1,112                                | 2002–2013, 2016                       | [ N 3 ]       | Semiconduttore |
| Transistor discreto                              | 798                                  | 1954–1957, 1966–1971, 2011, 2013–2018 | [ N 3 ]       | Semiconduttore |
| Analog integrated circuit chip                   | 635                                  | 2002–2013, 2016                       | [ N 3 ]       | Semiconduttore |
| Diodo discreto                                   | 593                                  | 2011, 2013–2015                       | [ 24 ]        | Semiconduttore |
| Application-specific standard product (ASSP)     | 541                                  | 2002–2013                             | [ N 3 ]       | Semiconduttore |
| Transistor di potenza                            | 363                                  | 2011, 2013–2018                       | [ N 4 ]       | Semiconduttore |
| Memoria MOS chip                                 | 357                                  | 1992–1997, 2002–2013, 2016            | [ N 3 ]       | Semiconduttore |
| Porta logica                                     | 250                                  | 2002–2013, 2016                       | [ N 3 ]       | Semiconduttore |
| Microprocessore (MPU) / Microcontroller (MCU)    | 205                                  | 1971–1996, 2002–2014, 2016            | [ N 3 ]       | Semiconduttore |
| Compact disc (CD)                                | 200                                  | 1982–2007                             | [ 27 ]        | Consumer       |
| Flash memory chip                                | 197                                  | 1987–2018                             | [ N 1 ]       | Semiconductor  |
| Tiristore                                        | 189                                  | 2013–2015                             | [ 28 ]        | Semiconductor  |
| System-on-a-chip (SoC)                           | 131                                  | 1976–2017                             | [ N 5 ]       | Semiconductor  |
| Sensori / Attuatori                              | 87.7                                 | 2002–2013, 2016                       | [ N 3 ]       | Semiconductor  |
| Display driver chip                              | 53.3                                 | 2003–2009, 2017–2018                  | [ N 6 ]       | Semiconductor  |
| Light-emitting diode (LED)                       | 50                                   | 2009                                  | [ 35 ]        | Semiconductor  |
| Smart card (integrated circuit card)             | 50                                   | 1977–2019                             | [ 36 ]        | Consumer       |
| Sensori d'immagine CMOS                          | 34.5                                 | 2007–2018                             | [ N 7 ]       | Semiconductor  |
| SIM card (universal integrated circuit card)     | 34.1                                 | 1991–2018                             | [ N 8 ]       | Consumer       |
| Schermo piatto (FPD)                             | 30.2                                 | 1999–2009, 2017–2018                  | [ N 9 ]       | Consumer       |
| Compact Cassette                                 | 30                                   | 1963–2019                             | [ 51 ]        | Consumer       |
| Application-specific integrated circuit (ASIC)   | 25.6                                 | 2002–2013                             | [ N 3 ]       | Semiconductor  |
| Carta di pagamento                               | 22.1                                 | 1967–2018                             | [ 52 ]        | Consumer       |
| Digital versatile disc (DVD)                     | 20                                   | 1996–2012                             | [ 53 ]        | Consumer       |
| Telefono cellulare                               | 19.4                                 | 1994–2018                             | [ N 11 ]      | Consumer       |
| Smartphone                                       | 10.1                                 | 2007–2018                             | [ N 10 ]      | Consumer       |
| Videocassette                                    | 10                                   | 1976–2000                             | [ 57 ] [ 58 ] | Consumer       |
| Hard disk drive (HDD)                            | 9.15                                 | 1976–2018                             | [ 59 ]        | Consumer       |
| EMV (Chip & PIN) smart carta di pagamento        | 8.2                                  | 1995–2019                             | [ 36 ]        | Consumer       |
| Radio a transistor                               | 7                                    | 1954–2012                             | [ 60 ]        | Consumer       |
| Personal computer (PC)                           | 6.93                                 | 1975–2019                             | [ N 12 ]      | Consumer       |
| NAND flash memory controller chip                | 5                                    | 2007–2017                             | [ 61 ]        | Semiconductor  |
| RF CMOS (Radiotecnica CMOS) switch               | 5                                    | 2000–2017                             | [ 62 ]        | Semiconductor  |
| Flip chip                                        | 4.81                                 | 1997–2001                             | [ 63 ]        | Semiconductor  |
| Codec audio sound chip                           | 3.78                                 | 2013                                  | [ 64 ]        | Semiconductor  |
| Universal Serial Bus (USB)                       | 3.7                                  | 2011                                  | [ 30 ]        | Semiconductor  |
| Video game cartridge                             | 3.4                                  | 1983–2013                             | [ N 13 ]      | Consumer       |
| Smart carta di pagamento                         | 3.04                                 | 2018                                  | [ 36 ]        | Consumer       |
| Televisore (TV)                                  | 3                                    | 1936–2019                             | [ N 14 ]      | Consumer       |
| SRAM memoria a semiconduttore sincrona           | 2.7                                  | 1995–2015                             | [ 70 ]        | Semiconductor  |
| Graphics processing unit (GPU)                   | 2                                    | 1996–2014                             | [ N 15 ]      | Consumer       |
| Short-range wireless IC chip                     | 1.67                                 | 2009                                  | [ 73 ]        | Semiconductor  |
| Video game console                               | 1,58                                 | 1976–2019                             | [ N 16 ]      | Consumer       |
| Laptop computer                                  | 1.45                                 | 2010–2017                             | [ N 12 ]      | Consumer       |
| Lettore DVD                                      | 1.3                                  | 1996–2007                             | [ 74 ]        | Consumer       |
| Valvola termoionica                              | 1.3                                  | 1966–1970                             | [ 75 ]        | Vuoto          |
| Telefono fisso                                   | 1.26                                 | 1950–2005                             | [ 76 ]        | Consumer       |
| Tablet computer                                  | 1.24                                 | 2010–2017                             | [ N 12 ]      | Consumer       |
| USB controller                                   | 1.2                                  | 1997–2011                             | [ 30 ]        | Consumer       |
| Desktop computer                                 | 1.14                                 | 2010–2017                             | [ N 12 ]      | Consumer       |
| Home video game console                          | 1,03                                 | 1976–2019                             | [ N 16 ]      | Consumer       |
| Lettore CD                                       | 1                                    | 1982–2004                             | [ 77 ]        | Consumer       |
| Videoregistratore (VCR)                          | 1                                    | 1976–2006                             | [ 78 ]        | Consumer       |